# Pēteris Vasks
Œuvres principales
Cantabile (1979)
Musica dolorosa (1984)
Concerto pour violon « Tāla Gaisma » (1996-1997)
Pēteris Vasks (né le 16 avril 1946 à Aizpute) est un compositeur letton.

## Biographie
Pēteris Vasks naît à Aizpute en Lettonie dans la famille d'un pasteur baptiste. Il étudie le violon à l'Académie de musique Jazeps Vitols et ensuite la contrebasse dans la classe de Vitautas Sereikaan au Conservatoire de musique de Lituanie. Il joue dans plusieurs orchestres lettons avant d'entrer au conservatoire de Vilnius (de) pour y étudier la composition. Il connaît la reconnaissance internationale à partir des années 1990 quand Gidon Kremer commence à faire connaître sa musique dans le monde.
Au début, le style de Vasks est lié aux expériences aléatoires de Witold Lutosławski, de Krzysztof Penderecki et George Crumb. Les œuvres postérieures incluent des éléments de la musique folklorique lettone, comme le montre son concerto pour cor anglais (1989), doux et pastoral. Ses œuvres sont généralement extrêmement claires et communicatives, avec un sens solide et vigoureux de l'harmonie. Les passages lyriques peuvent être suivis de dissonances pleines d'agitation ou être interrompus par des sections d'un caractère sombre animées d'un rythme de marche.
Vasks est très sensible aux sujets environnementaux et un sens de la nature primitive et détruite se retrouve dans plusieurs de ses œuvres, telles que le quatuor à cordes no 2 (1984). Citons d'autres œuvres importantes comme le « Cantabile » (1979) et la « Musica dolorosa » (1984). Il a composé six quatuors à cordes, dont le quatrième (2003) a été écrit pour le quatuor Kronos.
Vasks a reçu le prix Herder en 1996 et le Grand Prix musical letton en 1997, ceci pour son concerto pour violon « Tāla Gaisma » (« Lumière lointaine ») (1996-1997).
Membre honoraire de l'Académie des sciences de Lettonie, Pēteris Vasks est fait commandeur de l'ordre des Trois Étoiles par la présidente Vaira Vīķe-Freiberga en avril 2001.
Il est le grand-père de l'actrice Elīna Vaska.

## Œuvres
Il a composé les œuvres suivantes :
- Aria e danza pour flûte and piano (1972, rev.2010)
- « Tris Sketarbi » (Trois pièces) pour clarinette et piano (1973)
- Musique pour deux pianos (1974)
- Partita pour violoncelle et piano (1974)
- « Liepa » (l'arbre de la chaux) pour chœur féminin à cappella (1975-1992)
- « Māte Saule » (Soleil mère) pour chœur mixte à cappella (1975)
- « Madrigal » pour soprano et chœur mixte (1976)
- « In Memoriam » pour deux ou quatre pianos (1977)
- « Moments Musicaux » pour clarinette (1977)
- « Mūsu Māsu Vārdi » (Les noms de nos sœurs) pour chœur masculin à cappella (1977)
- « Ne Tikai Lirika » (Pas seulement poésie), cycle de lieder pour chœur féminin à cappella (1977)
- Quintette « Music pour Fleeting Birds » pour flûte, hautbois, clarinette, basson et cor (1977)
- Quatuor à cordes no 1 (1977)
- Toccata pour deux pianos (1977)
- « Baltais Fragments » (Fragment blanc), poème pour chœur masculin (1978)
- Concerto vocal pour chœur mixte (1978)
- « Peak Hour » pour orchestre (1978)
- « A Little Night Music » pour piano (1978)
- « Vasara » pour chœur féminin à cappella (1978)
- « Gramata Cellam » (Le Livre) pour violoncelle (1978)
- « Cantabile Per Archi » pour orchestre à cordes (1979)
- « Concerto per timpani e strumenti di percussione » (Concerto pour timbales et quatre percussionnistes) (1979-1986)
- « Drei Blicke », choix libre d'instruments (1979)
- « Klusas Dziesmas » (Chants silencieux) pour chœur mixte à cappella (1979-1992)
- Cantate pour clavecin (1980)
- « Letscape with Birds » pour flûte seule (1980)
- « Skumja Māte » (Mère triste) pour chœur féminin à cappella (1980-1991)
- « White Scenery (Die Jahreszeiten I) » pour piano (1980)
- « Autumn Music (Die Jahreszeiten IV) » pour piano (1981)
- « Ganu Dziesma » (Chant du pasteur) pour chœur féminin à cappella (1981/1989)
- « Kekatu Dziesma » (Chant de carnaval), arrangement de chansons populaires pour chœur féminin (1981)
- « Ziles Zina » (Message d’un paridae) pour chœur féminin à cappella (1981)
- Quintette « In Memory of a Friend » (À la mémoire d’un ami) pour flûte, hautbois, clarinette, basson et cor (1982)
- « Touchings » pour hautbois (1982)
- « Ugunssargs » (Le ranger de la forêt), poème chœur masculin à cappella (1982)
- « Vestijums » (Message) pour quatre percussionnistes, deux pianos et soixante cordes (1982)
- « Musica Dolorosa » pour cordes (1983)
- « Cantus Ad Pacem » pour orgue (1984)
- Quatuor à cordes n° 2 « Vasaras dziedajumi » (Rythmes d’été) (1984)
- « Episodi e Canto Perpetuo » pour violon, violoncelle et piano (1985)
- « Mazâ Vasaras Muzika » (Petite musique estivale) pour violon et piano (1985)
- Sonate pour contrebasse (1986)
- « Latvija », cantate de chambre pour soprano, flûte or alto flûte, cloches et piano (1987)
- « Pavasara Sonate » (Sonate de printemps) pour deux violons, deux altos et deux violoncelles (1987)
- « Mazi Silti Svetki » pour chœur féminin à cappella (1988)
- « Musica Seria » pour orgue (1988)
- « Mūsu Dziesma » (Notre chant) pour chœur féminin à cappella (1988)
- « Musique du soir » pour cor et orgue (1988)
- Concerto pour cor anglais et orchestre (1989)
- « Varonis » (Le héros) pour chœur mixte à cappella (1989)
- « Zemgale », poème dramatique pour chœur mixte à 12 parties (1989)
- « Sava Tauta » (Dans sa nation) pour chœur mixte à cappella (1990)
- « Vientulibas Sonate » (Sonate de solitude) pour guitare (1990)
- « Balsis » (Voix), symphonie pour vingt cordes (1991)
- « Te Deum » pour orgue (1991)
- Fantaisie « Izdegusas zemes ainavas » pour piano (1992)
- Sonate pour flûte et alto ou flûte (1992)
- « Liténe », ballade pour chœur mixte à 12 parties (1992-1993)
- Concerto pour violoncelle et orchestre (1993-1994)
- « Pater Noster » pour chœur mixte à cappella ou avec orchestre à cordes (1991-1995)
- « Pavasara Muzika » (Musique de printemps) (Die Jahreszeiten II) pour piano (1995)
- Trois poèmes pour contre-ténor, deux ténors et baryton (1995)
- Quatuor à cordes n° 3 (1995)
- « Musica Adventus » pour quatuor à cordes (1995-1996)
- « Dona Nobis Pacem » pour chœur mixte et cordes (1996)
- Concerto pour violon et orchestre à cordes « Täla Gaisma » (Lumière distante) (1996-1997)
- « Fassung » pour chœur mixte et orgue (1997)
- Arrangement de « Fassung » pour chœur mixte et sept instruments (1997)
- Symphonie n° 2 (1998-1999)
- Quatuor à cordes n° 4 (1999)
- Messe pour chœur mixte à cappella ou avec orgue (2000)
- Composition pour orchestre à cordes (2001)
- « Plainscapes » pour chœur mixte, violon et violoncelle (2001)
- Quatuor avec piano (2001, révisé en 2002).
- Musica Appassionata (2002)
- Bass Trip pour contrebasse (2003)
- Viatore pour orgue (2002-2004)
- Canto di Forza pour douze violoncelles (2005)
- Messe pour chœur mixte et orchestre à cordes (2000-2005)
- Symphonie n° 3 (2004-2005)
- Méditation pour violon et orchestre à cordes (2006)
- « Musu Masu Vardi » (Le nom de notre mère) pour chœur mixte à cappella (2006)
- Concerto pour flûte et orchestre (2007-08, rev. 2011)
- Quatuor à cordes n° 6 (2019)